# Біармія

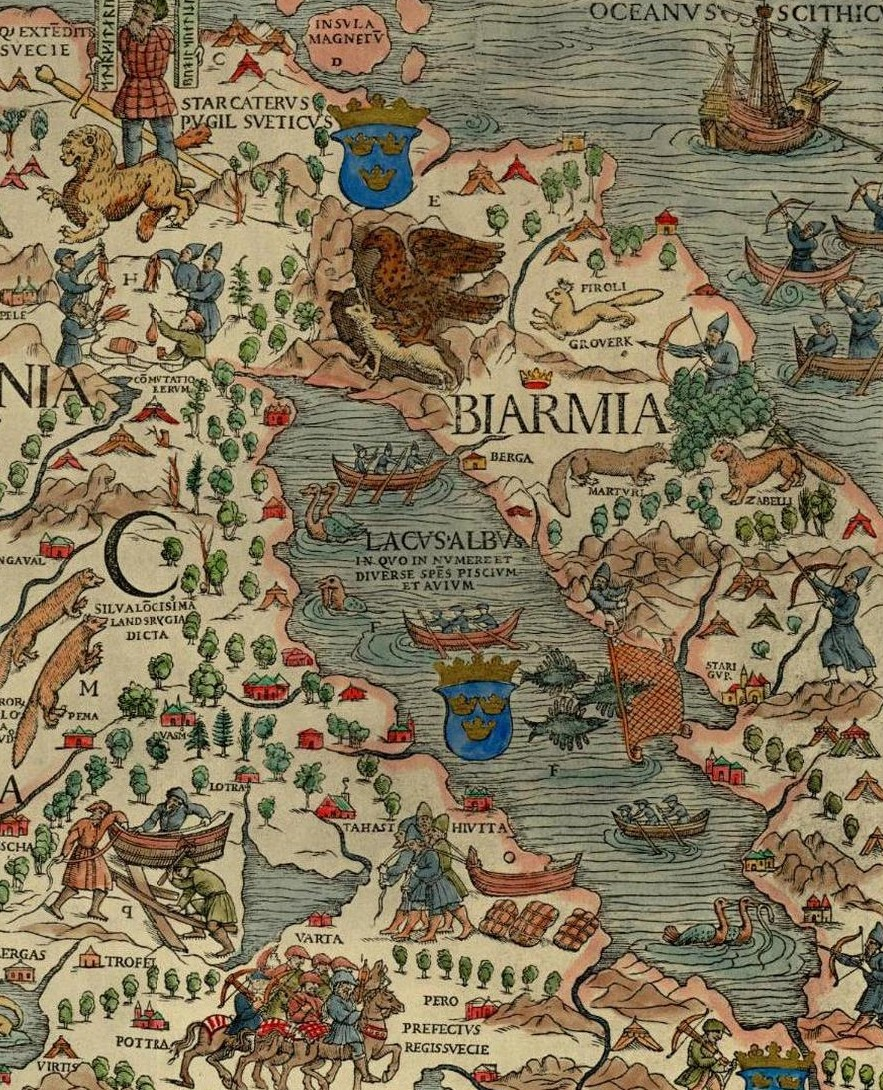

Біа́рмія, Б'ярмія, Б'ярмаланд (норв. Bjarmeland, рос. Биа́рмия, Бьярмия, Бьярмаланд) — відома із саг і літописів історична область на півночі Східної Європи. Імовірно розташовувалася на території сучасної Росії: Північна Карелія, Мурманська область (Кольський півострів) і Архангельська область (басейн Північної Двіни); існують також інші версії, відповідно до яких Б'ярмаланд міг розташовуватися в різних місцях Півночі Східної Європи. Звідти в басейн р. Волги вів «Заволоцький торговий шлях». Б'ярм, Біарм — назва, що вживалася вікінгами як етнонім, і позначав жителів країни Б'ярмаланд.
Біармія згадана в Іоакімовському літописі. У скандинавських сагах:
- Сага про Гаральда Чудововолосого (Гаральд I Норвезький)
- Сага про Харальда Сіра Шкура
- Сага про Олафа Святого
- Сага про Магнуса Голоногого
- Сага про Ода Стрілу

У карело-фінському епосі «Калевала» (країна Півночі — Б'ярма).
Подорож Еліаса Ленрота: подорожні нотатки, щоденники, листи 1828—1842 рр. (у примітках до народних рун).
Про неї також часто згадує Саксон Граматик.
В історіографії XIX століття було прийнято рішення ототожнювати скандинавський топонім Біярмія з давньоросійським топонімом Перм Велика.
На старовинних картах Біармія завжди поміщається на півночі Росії поруч з Норвегією (див. наприклад «Carta marina»).

## Історія

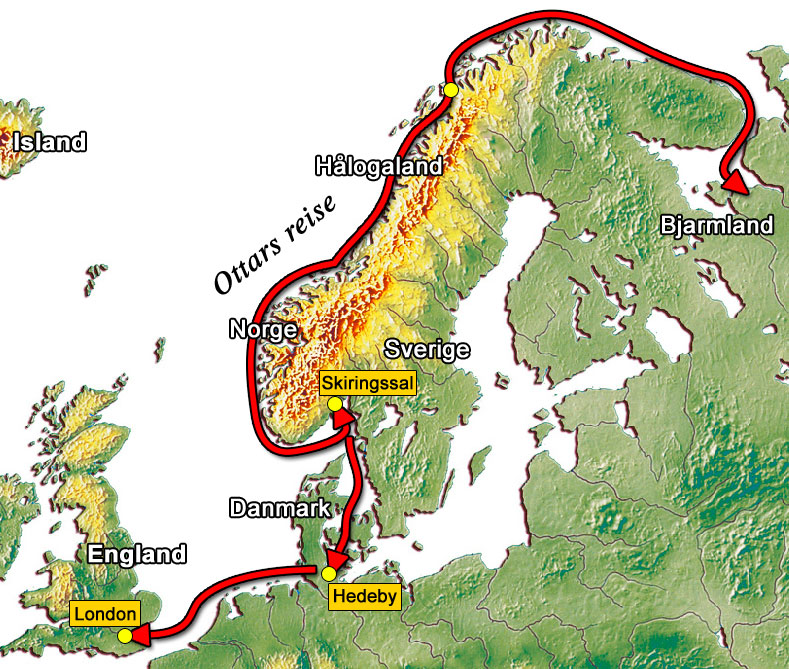
Мандрівка Отара з Холугаланда у Біармію й Англію

Біармія вперше згадується в оповіданні про подорож Отара з Холугаланда (Подорож Оттара), що відбулося в період між 870 р. та 890 р.. Як сам Оттар пояснював англійському королеві Альфреду Великому, Холугаланд був найпівнічнішим краєм сучасної йому Норвегії. Далі на північ жили тільки лапландці. Щоб розвідати, які краї лежать за Лапландією, Оттар вирушив вздовж берега на північ, через кілька днів мав чекати попутного вітру, щоб плисти на схід, а потім повернув на південь, де його корабель увійшов в гирло великої річки. Там жили не лапландці, а біярми, мова яких схожа була на фінську, і тому Оттар та його супутники могли з ними розмовляти. На відміну від кочових лапландців біарми жили осіло, займалися землеробством і були заможні.
Відомі також розповіді про ще декілько подорожей в Біармію близько 920 р., 1026 р. і 1090 р.. У них повідомляється, що вікінги вели з місцевими жителями торгівлю, закуповуючи білячі, боброві і соболині хутра, і розплачувалися за них грошима, після чого почали війну і пограбували святилище бога біярмів Юмала. Цей бог вважався фінським, але його опис в оповіданнях вказує скоріше на сибірське походження культу.
Як повідомляє Саксон Граматик, в епоху короля Гольтера Фінляндією і Біармією керував якийсь Кузон. Норвезький король Гаральд Харфагер зробив в Біармію військовий похід.